# Synode von Sillein
Die Synode von Sillein (slowakisch Žilina) im Jahre 1610 war die erste gesetzgeberische Synode der Evangelischen Kirche A. B. auf dem Gebiet des ehemaligen Oberungarns.

## Vorgeschichte
Im Wiener Friedensschluss des Jahres 1606 wurden die von Stephan Bocskai angeführten antihabsburgischen Aufstände der Jahre 1605 und 1606 beendet. Der Friedensvertrag wurde am 6. August 1606 von Kaiser Rudolph II. unterzeichnet. Das Kaiserhaus verpflichtete sich zur verfassungsrechtlichen und konfessionellen Gleichstellung der Protestanten sowie zur Gewährung der freien Ausübung der evangelischen Religion (§ 1) innerhalb der Grenzen des Königreiches Ungarn. Außerdem wurde darin bestimmt, dass die Evangelischen ihre eigenen Superintendenten selbst wählen durften (§ 2).
Im Jahre 1608 wurde dieser Friedensvertrag vom Ungarischen Landtag in Preßburg zum Gesetz erklärt.
Seit 1597 wirkte Elias Láni (wird in der Literatur häufig auch als „Lány“ oder „Lany“ bezeichnet) als lutherischer Pfarrer in Moschotz, gleichzeitig war er als Beichtvater des in Großbitsch lebenden Palatins Georg Thurzo die treibende Kraft zur Einberufung einer konstituierenden Synode der Evangelischen Kirche Augsburgischen Bekenntnisses in Ungarn.

## Vorbereitung der Synode
Bereits am 16. Januar 1609 rief Elias Láni zu einem Generalkongress in Waagbistritz auf. Hier wurden die Fragen der Wahl von Superintendenten und der Konstituierung der Evangelischen Kirche Augsburgischen Bekenntnisses für das Königreich Ungarn vorbesprochen. Die hier erzielten Ergebnisse konnten ein Jahr später bei der Synode in Sillein realisiert werden.
Am 7. Dezember 1609 wurde Georg Thurzo vom Ungarischen Landtag in Preßburg zum Ungarischen Palatinus gewählt. Am 13. März 1610 versendet er Einladungen an 10 Komitate sowie königliche Freistädte zur Teilnahme an einer Synode der Evangelischen Kirche. Thurzo agierte als höchstrangiger protestantischer Würdenträger, als Stellvertreter des abwesenden Königs, der mit seinem Einladungsschreiben eine 'kirchenregimentliche' Kompetenz in Anspruch nahm. Die Synode sollte in Sillein zwischen dem 28. und 30. März 1610 stattfinden. Georg Thurzo selbst reiste mit Gemahlin und einem riesigen Gefolge am 27. März 1610 in Sillein an. Dort wurde er feierlich empfangen. Am Morgen des folgenden Tages wurde die Synode feierlich eröffnet.

## Verlauf
Zu Beginn der Synode wurde der Hymnus Veni Sancte Spiritus gesungen, darauf folgte ein Gebet, von Elias Láni gesprochen. Das einführende Referat mit entsprechenden Vorschlägen hielt der Palatin. Die Beratungen standen unter dem biblischen Anspruch des Ersten Korintherbriefes (1 Kor 14,40 ), dass in der Kirche „alles ordentlich und ehrbar geschehe“.
Zum Ausgangspunkt der lutherischen Lehre wurde die Annahme einer präzise definierten theologischen Konfessionsgrundlage in der Form der Konkordienformel und des Konkordienbuch, die im Deutschen Reich bereits anerkannt waren. Hier wurden die Standpunkte der lutherischen Lehre klar deklariert, de facto ging es aber um eine Erweiterung jener Konfessionstexte, die von den ungarischen Königen schon akzeptiert worden waren. Das Konkordienbuch wurde bei dieser Synode zur verbindlichen Norm erklärt, mit deren Hilfe die Reinheit des lutherischen Glaubens verkündet und bewahrt werden sollte. Auch wurde beschlossen in allen Gemeinden die lutherische Liturgie einzuführen.
Ein wichtiger Punkt der Synode war auch eine administrative Gliederung der Evangelischen Kirche A.B. (später 'Ungarnländische Evangelische Kirche') und eine Einteilung in Diözesen, denen jeweils ein Superintendent vorstand. Da der Süden des Reiches unter der Vorherrschaft des Osmanischen Reiches stand, bezog sich die Einteilung vorerst auf die zehn nördlichen Komitate des Landes, die unter Herrschaft des Hauses Habsburg standen.

### Neu geschaffene Diözesen
Die evangelischen Gemeinden der Komitate wurden in drei Diözesen eingeteilt und an die Spitze derselben drei Superintendenten gewählt.
Diözese ‘Großbitsch‘ für die Komitate:
- Liptau (24 Gemeinden)
- Arwa (15 Gemeinden)
- Trentschin (58 Gemeinden)

Superintendent: Elias Láni
Diözese ‘Bries‘ für die Komitate:
- Turz (19 Gemeinden)
- Neograd (48 Gemeinden)
- Sohl (28 Gemeinden)
- Hont (52 Gemeinden)

Superintendent: Samuel Melick († 1620), Pfarrer in Bries
Diözese Neutra für die Komitate:
- Barsch (42 Gemeinden)
- Neutra (75 Gemeinden)
- Preßburg (68 Gemeinden)

Superintendent: Isak Abrahamides (* 1575, † 1621), Pfarrer in Altsohl und Bojnitz

### Bevölkerung
Die Mehrheit der Bevölkerung der genannten zehn Komitate, die auf der Silleiner Synode organisiert wurden, waren Slowaken. Ungarn gab es auf der Großen Schüttinsel und in den oberen Gegenden des Barscher-, Honter- und Neograder Komitees, die Einwohner der königlichen Freistädte (z. B. Preßburg) und Bergstädte (z. B. Kremnitz, Schemnitz) waren aber Deutsche. In gesellschaftlicher Hinsicht bestand das Bauernvolk aus Slowaken, in geringeremTeil aus Ungarn, das Bürgertum waren nahezu ausschließlich Deutsche, die Edelleute waren (meist Deutsch sprechende) Ungarn. Alle sprachlichen Schwierigkeiten wären leicht aufgehoben gewesen, wenn jeder Geistliche alle drei Sprachen beherrscht hätte oder das Volk lateinisch verstanden hätte. Da man aber im Sinne der evangelischen Lehre sich in den Gottesdiensten der Sprache des Volkes zu bedienen hatte, bestand von Anfang an die Schwierigkeit, wie man die deutschen und ungarischen Gemeinden in die Distrikte der Slowakisch sprechenden Gegenden einteilen könnte. Die Schwierigkeit bestand darin, dass die kirchliche Behörde die liturgische Administration auf einmal nicht verwirklichen konnte. Die gebildeten Schichten hatten mit den verschiedenen Sprachen keine Probleme. Der gebildete Slowake war neben Latein und seiner Muttersprache in der Regel auch des Deutschen mächtig, während der Deutsche und der Ungar außer dem Lateinischen und seiner Muttersprache eine dritte Sprache nur ausnahmsweise beherrschte.
Damit jedoch die auf dem Gebiete eines Distrikts wohnenden Deutschen und Ungarn hinsichtlich ihrer Muttersprache keinen Nachteil erleiden und die kirchliche Administration erleichtert werde, wurden in deutschen und ungarischen Kirchengemeinden 'Superintendentenstellvertreter' ernannt, die man damals als „Inspektoren“ bzw. „Koadjutoren“ bezeichnete.
Für die deutschen Gemeinden der Königlichen Freistadt Preßburg sowie der Komitate Preßburg, Neutra und Bartsch wurde Simon Heuchelin (* 1577, † 1621) zum „Koadjutor“ ernannt.
Für die deutsche Gemeinde von der Stadt Schemnitz sowie die deutschen Gemeinden in den Bergstädten wurde Paul Lentzius († 1619) ernannt.
Für Sered, Neuhäusel sowie die ungarischen Gemeinden in den Komitaten Preßburg, Neutra und Barsch war Stephan Kürthy († 1612) zuständig.
Mit diesen Vorkehrungen trug die Kirchenleitung den ethnisch-sprachlichen Gegebenheiten in den einzelnen Komitaten Rechnung. Außerdem wurden die bereits früher gewählten Senioren in ihren Ämtern und Funktionen bestätigt.

### Sonstiges
In der Synode wurden eine Reihe von Regeln mit Gesetzcharakter (Canones) erlassen, die das gottesdienstliche Leben regeln sollten. Für die Eidesformel, die gewählte Superintendenten bei der Amtseinführung sprechen mussten, wurde ein genaueren verbindlicher Text ausgearbeitet.
Am letzten Tag der Synode wurden zwei (Láni und Melick) der drei neugewählten Superintendenten – nach dem Muster der lutherischen Kirche von Wittenberg – in ihr neues Amt eingeführt und feierlich installiert. Die Synode wurde am 30. März 1610 mit einem Gottesdienst und dem Hymnus Te Deum laudamus  beendet.
Die Synode und deren Beschlüsse erregten öffentliches Aufsehen. Besonders der katholische Klerus war über die Verbreitung des evangelischen Glaubens empört. Eine Protestnote des eifrigen Konvertiten und späteren Graner Erzbischofs Ferenc Forgách (* 1560, † 1615) erregte Aufmerksamkeit. Die katholische Kirche war bestrebt, ganz Ungarn im katholischen Glauben zu halten. Gegen die Anwürfe der katholischen Seite richtete sich eine Apologie der Silleiner Synode aus der Feder ihrer bedeutendsten Theologen Elias Láni und Simon Heuchelin.
Die Ergebnisse der Synode wurden sorgfältig protokolliert und an die einzelnen evangelischen Gemeinden der Komitate verschickt. Sie erschienen in mehreren Ausgaben auch in Druckform.